# Stazione di Segno
La stazione di Segno è una fermata ferroviaria posta lungo la ferrovia Trento-Malé-Mezzana, a servizio dell'omonima frazione del comune di Predaia, in provincia autonoma di Trento.
L'impianto è gestito da Trentino Trasporti.

## Movimento
La fermata ha in orario 46 treni al giorno.

## Interscambi
- Autobus di linea Trentino Trasporti

## Servizi
- Sala d'attesa